# 宮坂桃菜
宮坂 桃菜（みやさか ももな、1994年8月24日 - ）は、日本の女子バスケットボール選手である。ポジションはポイントガード。韓国・WKBLの牙山ウリ銀行所属。

## 来歴
千葉県出身。
千葉英和高校でインターハイベスト16となり、東京医療保健大でもインカレ準優勝。
2017年、新潟アルビレックスBBにアーリーエントリーの後、卒業後正式加入。
2022年、シャンソンVマジックへ移籍。
2023年2月22日、方向性の違いを理由にシャンソン化粧品を退団したことを発表。
2023年5月、山梨クィーンビーズに加入。
2024年、山梨を退団。韓国・WKBLのアジアクォータードラフトで1ラウンド6位で牙山ウリ銀行に指名される。